# To brødre
To brødre er en norsk dokumentarfilm som skildrer det tætte forhold mellem de to brødre Markus (9) og Lukas (6). Filmen går over syv år og udspiller sig i deres hjem midt i Oslo. Brødrenes mor er filmens Instruktør og fotograf.